# 托尼·布鲁克
安东尼·“托尼”·布鲁克（英語：Anthony "Tony" Brook，20世纪—），新西兰男子赛艇运动员。他曾代表新西兰参加世界赛艇锦标赛，获得一枚金牌和一枚银牌。他于1995年入选新西兰体育名人堂。